# 경주 골굴암 마애여래좌상
경주 골굴암 마애여래좌상(慶州骨窟庵磨涯如來坐像)은 대한민국 경상북도 경주시 양북면 골굴암에 있는 남북국 시대 신라의 마애불이다.
1974년 12월 30일 대한민국의 보물 제581호 월성 골굴암 마애여래좌상(月城 骨窟庵 磨崖如來坐像)으로 지정되었다가, 2010년 8월 25일 현재의 명칭으로 변경되었다.

## 특징
골굴암의 주존불로 동남쪽을 향한 암벽의 약 4미터 높이에 새겨져 있다. 9세기 후반이라는 절대 연대가 밝혀진 축서사 석조비로자나불좌상과 동일한 양식이다. 눈·코·입의 처리에서 형식화가 뚜렷이 진행되고 있으며, 평판한 신체, 직선적인 신체 윤곽선, 얇게 빚은 듯한 계단식 옷주름, 무릎의 물결식 옷주름, 어깨의 V꼴 옷주름 등에서 9세기 후반의 불상 양식을 그대로 보여준다.

## 사진

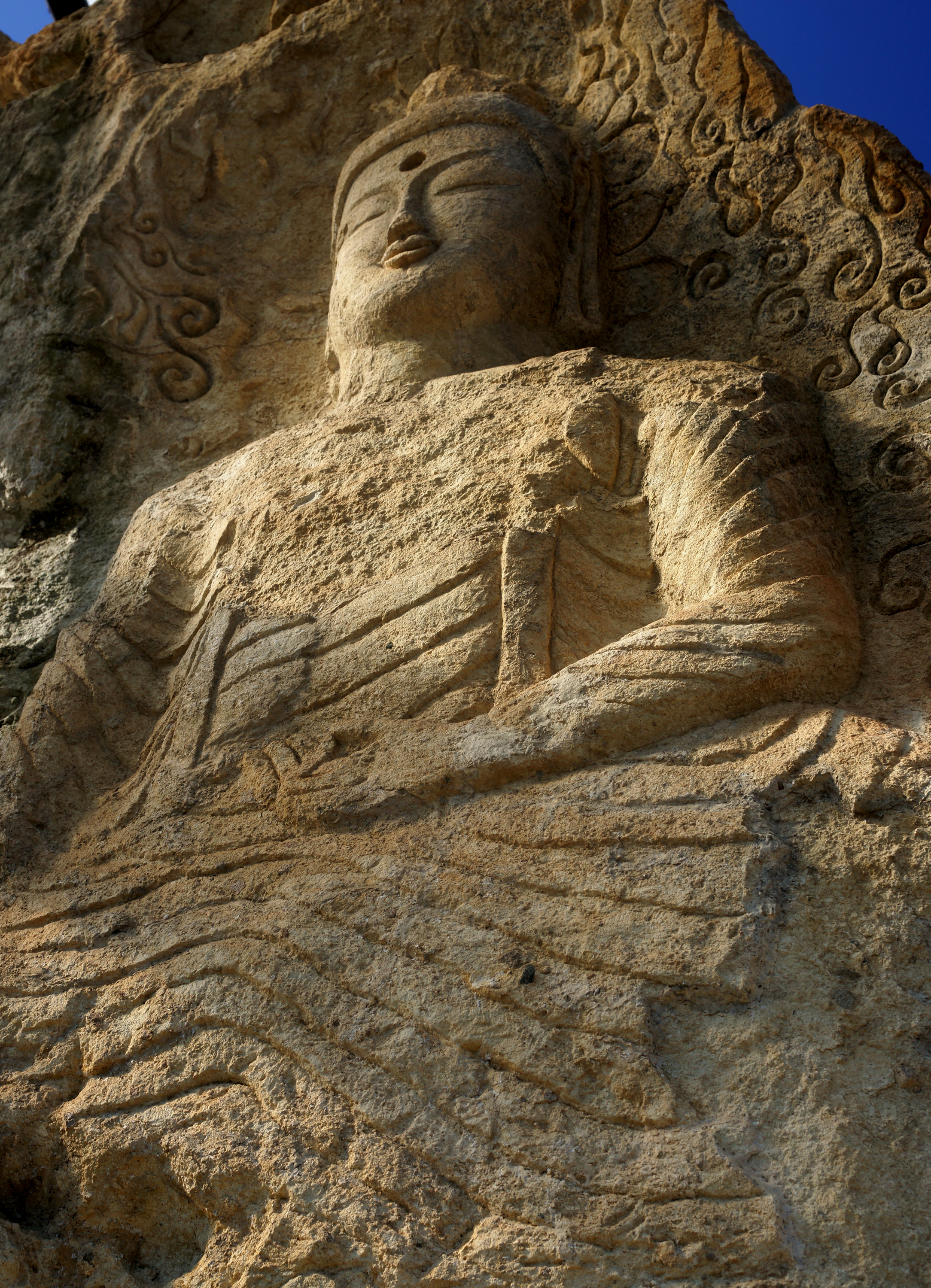